# 単米
単米（ひとえまい）とは、中世の年貢・土地関係文書に登場する語である。

## 概要
主に中世の西日本の荘園・公領に登場する言葉であるが、その意味については、大きく2つの説に分かれている。1つは追加税・付加税を含まない純粋な年貢米・地子米を指すとする説（大石直正・網野善彦説）、もう1つは反対に追加税・付加税などを一括化したものを指すとする説（永松圭子説）である。これは「単」の字をどう解釈するかの問題であり、前者はこれを「混じり気のない、単独のもの」と解し、後者は「一括化した、単一のもの」と解している。なお、単米を納付することを単定（ひとえのじょう）と称した。